# 관세음보살보문품
관세음보살보문품은 법화경에서 유명한 품 중에 하나이다. 관음신앙이 성행한 후부터는 별개의 경전처럼 떼어내서, 독립적인 이름으로 관음경이라고 불렀고, 현재도 이처럼 부르기도 한다.
주된 내용은 관세음보살이라고 부르는 이유, 어떤 위신력이 있는지 등에 관한 것으로, 관세음보살에 대한 모든 것을 알려준다.

## 한글 전문

### 광우스님 번역본
다음은 한글 관세음보살 보문품, 광우스님 번역본이다.
관세음보살 보문품
그때 무진의보살이 자리에서 일어나, 오른쪽 어깨를 드러내고 부처님을 향해 합장을 하고 사뢰었다.
“세존이시여, 관세음보살은 어떠한 인연으로 ‘관세음’이라 이름하게 되었나이까?”
부처님께서 무진의보살에게 이르셨다. 선남자여, 만약 백천만억의 한량없는 중생이 여러 가지 괴로움을 받게 되었을 때 ‘관세음보살’이라는 이름을 듣고 일심으로 관세음보살의 명호를 부르면, 관세음보살은 즉시에 그 음성을 관하여 모두에게 해탈을 얻을 수 있게 하느니라.
만약 이 관세음보살의 명호를 기억하고 외우는 이가 있다면, 설령 큰 불 속에 들어가게 될지라도 불이 그를 태우지 못하나니, 이는 관세음보살의 위신력 때문이니라.
또 큰 물에 빠져 표류할지라도 그 명호를 부르면 곧 얕은 곳에 이르게 되느니라.
만약 백천만억의 중생이 금, 은, 유리, 자거, 마노, 산호, 호박, 진주 등의 
보배를 구하기 위하여 큰 바다로 나아갔다가 모진 바람을 만나 배가 나찰귀의 나라에 이르게 되었을지라도, 그 가운데 한 사람만이라도 관세음보살의 명호를 부르는 자가 있으면 모든 사람들이 나찰의 환란을 해탈하게 되나니, 이러한 인연으로 인해 이름을 ‘관세음’이라 하느니라.
또한 어떤 사람이 피해를 당하게 되었을 때 관세음보살의 명호를 부르면, 해치고자 했던 사람의 손에 들린 칼과 몽둥이가 조각조각 부서져 해탈을 얻게 되느니라.
만약 삼천대천국토에 가득한 야차와 나찰들이 와서 사람을 괴롭히고자 하여도, 관세음보살의 명호를 부르는 소리를 듣게 되면 이 모든 악귀들이 그 사람을 악한 눈으로 볼 수조차 없게 되거늘, 어떻게 해를 입힐 수가 있겠느냐.
또한 어떤 사람이 죄가 있거나 없거나 수갑과 쇠고랑과 나무칼로 씌워 
그 몸을 결박당하게 되었을 때, 관세음보살의 명호를 부르면 모두 끊어지고 부수어져 곧 해탈을 얻게 되느니라.
만약 삼천대천국토 중에 도적떼가 가득한 곳을 어느 상주가 여러 상인들을 거느리고 값진 보배를 가지고서 험한 길을 지나갈 때 그 가운데 한 사람이 말하기를, “선남자들이여, 두려워하지 말라. 그대들은 마땅히 일심으로 관세음보살의 명호를 불러라. 이 보살은 능히 ‘두려움 없음’을 중생들에게 베풀어 주신다. 그대들이 만약 그 명호를 부른다면 도적떼의 피해를 반드시 벗어나리라.”
여러 상인들이 이 말을 듣고 함께 ‘나무관세음보살’을 부르면, 그 명호를 부르는 공덕으로 곧 해탈을 얻게 되느니라.
무진의여, 관세음보살마하살의 위신력은 이와 같이 높고 크느니라.
만약 어떤 중생이 음욕심이 많을지라도 관세음보살을 항상 공경히 생각하면 
문득 음욕을 여의고, 만약 성을 잘 낼지라도 관세음보살을 항상 공경히 생각하면 문득 성냄을 여의며, 만약 어리석음이 많을지라도 관세음보살을 항상 공경히 생각하면 문득 어리석음을 여의느니라.
무진의여, 관세음보살에게는 이와 같은 대위신력이 있어 넉넉하고 풍족하게 
이익을 베풀어주나니, 그러므로 중생들은 항상 마음으로 생각해야 하느니라.
만약 어떠한 여인이 아들을 얻고자하여 관세음보살에게 예배를 하고 공양을 하면 복덕과 지혜를 갖춘 아들을 낳고,
딸을 얻고자하면 문득 인물이 단정하고 아름다운 딸을 낳으리니, 그 자녀들은 숙세에 덕의 근본을 심었기 때문에 많은 사람들의 사랑과 존경을 받느니라.
무진의여, 관세음보살은 이와 같은 힘이 있느니라.
만약 어떠한 중생이라도 관세음보살을 공경하고 예배하면 그 복이 헛되지 않나니, 이와 같은 까닭으로 중생은 마땅히 관세음보살의 명호를 수지해야 하느니라.
무진의여, 만약 어떤 사람이 62억 항하의 모래알 수처럼 많은 보살의 이름을 받아 지니고, 다시 그의 목숨이 다할 때까지 음식과 의복과 침구와 의약으로 공양을 한다면, 네 생각은 어떠하냐? 이 선남자 선여인의 공덕이 많겠느냐, 적겠느냐?
무진의보살이 사뢰었다. 매우 많겠나이다, 세존이시여.
부처님께서 이르셨다. 만약 또 다른 어떤 사람이 있어 관세음보살의 명호를 받아 지니고 한 때라도 예배 공양을 하면 이 두 사람의 복이 꼭 같아 다름이 없으며, 백천만억겁이 지날지라도 그 복은 다함이 없느니라.
무진의여, 관세음보살의 이름을 받아 지니면 이와 같이 한량이 없고 끝이 없는 복덕의 이익을 얻게 되느니라.
무진의보살이 부처님께 사뢰었다. 세존이시여, 관세음보살은 어떠한 모습으로 이 사바세계에 다니시며, 어떠한 방법으로 중생을 위하여 법을 설하시며, 그 방편의 힘은 어떠하옵니까?
부처님께서 무진의보살에게 이르셨다.
선남자여, 만약 어떠한 국토의 중생이 부처님의 몸으로 응하여 제도를 해야 할 이가 있으면, 관세음보살은 곧 부처님의 몸을 나타내어 그를 위하여 법을 설하고,
벽지불의 몸으로 응하여 제도를 해야 할 이가 있으면, 곧 벽지불의 몸을 나타내어 법을 설하며,
성문의 몸으로 응하여 제도를 해야 할 이가 있으면, 곧 성문의 몸을 나타내어 법을 설하느니라.
범천왕의 몸으로 응하여 
제도를 해야 할 이가 있으면, 
곧 범천왕의 몸을 나타내어 
법을 설하고,
제석천왕의 몸으로 응하여 
제도를 해야 할 이가 있으면, 
곧 제석천왕의 몸을 나타내어 
법을 설하며,
자재천의 몸으로 응하여 
제도를 해야 할 이가 있으면, 
곧 자재천의 몸을 나타내어 
법을 설하며,
대자재천의 몸으로 응하여 
제도를 해야 할 이가 있으면, 
곧 대자재천의 몸을 나타내어 
법을 설하며,
하늘나라 대장군의 
몸으로 응하여 
제도를 해야 할 이가 있으면, 
곧 하늘나라 대장군의 
몸을 나타내어 법을 설하며,
비사문천왕의 몸으로 응하여 
제도를 해야 할 이가 있으면, 
곧 비사문천왕의 몸을 나타내어 
법을 설하며,
인간세계 왕의 몸으로 응하여 
제도를 해야 할 이가 있으면, 
곧 인간세계 왕의 몸을 나타내어 법을 설하며,
장자의 몸으로 응하여 
제도를 해야 할 이가 있으면, 
곧 장자의 몸을 나타내어 
법을 설하며,
거사의 몸으로 응하여 
제도를 해야 할 이가 있으면, 
곧 거사의 몸을 나타내어 
법을 설하며,
재상과 같은 관리의 몸으로 응하여 
제도를 해야 할 이가 있으면, 
곧 재관의 몸을 나타내어 
법을 설하며,
바라문의 몸으로 응하여 
제도를 해야 할 이가 있으면, 
곧 바라문의 몸을 나타내어 
법을 설하며,
비구, 비구니, 우바새, 우바이의 몸으로 응하여 
제도를 해야 할 이가 있으면, 
곧 비구, 비구니, 우바새, 우바이의 몸을 나타내어 
법을 설하며,
장자, 거사, 재관, 바라문의 
부녀자의 몸으로 응하여 
제도를 해야 할 이가 있으면, 
곧 부녀자의 몸을 나타내어 
법을 설하며,
동남, 동녀의 몸으로 응하여 
제도를 해야 할 이가 있으면, 
동남, 동녀의 몸을 나타내어 
법을 설하며,
천, 용, 야차, 건달바, 아수라, 가루라, 긴나라, 마후라가, 
인, 비인 등의 몸으로 응하여 
제도를 해야 할 이가 있으면, 
곧 천, 용 등의 몸을 나타내어 
법을 설하며,
집금강신의 몸으로 응하여 
제도를 해야 할 이가 있으면, 
곧 집금강신의 몸을 나타내어 
법을 설하느니라.
무진의여, 관세음보살은 
이와 같이 공덕을 성취하여 
다양한 모습으로 
모든 국토를 다니며 
중생을 제도하고 해탈케 하느니라. 그러므로 너희들은 마땅히 일심으로 관세음보살을 공양할지니라.
이 관세음보살마하살은 
두렵고 급한 환란 속에 처했을 때 두려움 없음을 베풀어주나니,
이와 같은 까닭으로 사바세계에서 모두 다 이르기를 
‘두려움 없음을 베푸는 이’라 하느니라.
무진의보살이 부처님께 사뢰었다. 세존이시여, 
저는 지금 관세음보살께 
공양을 올리고자 하옵니다.
그리고는 곧바로 백천냥금의 가치를 지닌 수많은 보석으로 이루어진 목걸이를 풀어 바치면서 말하였다.
어진이시여, 이 법시의 진귀한 
보배 목걸이를 받아주소서.
그러나 관세음보살께서 받으려하지 아니하므로, 무진의보살이 다시 관세음보살께 말하였다.
어진이시여, 저희들을 불쌍히 여기시어 이 목걸이를 받으소서.
그때 부처님께서 
관세음보살에게 이르셨다. 
마땅히 무진의보살을 비롯한 사부대중과 천, 용, 야차, 건달바, 아수라, 가루라, 긴나라, 마후라가, 인, 비인 등을 
불쌍히 여겨 
이 목걸이를 받을지니라.
그 즉시 관세음보살은 
사부대중과 천, 용, 인, 비인 등을 불쌍히 여겨 목걸이를 받은 다음 둘로 나누어 
한 몫은 석가모니불께 바치고 
한 몫은 다보여래의 탑에 바치었다.
무진의여, 관세음보살에게는 
이와 같은 자재한 신통력이 있어 사바세계를 자유로이 다니느니라.
그때에 무진의보살이 
게송으로 여쭈었다.
묘한 상호 구족하신 세존이시여
제가 이제 다시금 여쭈옵니다
저 불자는 어떠한 인연으로서 관세음이라 이름하게 되었나이까
묘한 상호 구족하신 세존께오서 게송으로 무진의에게 답하셨도다
그대는 들을지니 
관음의 덕행은 어느 곳 할 것 없이 다 응하느니라 
그 서원의 넓고 깊음 
바다 같나니 한량없는 
아득한 겁 지내오면서 
천만억의 부처님을 모두 모시고 
맑고 맑은 대원을 세웠느니라
이제 그대 위해 
간략히 설하리니 
그 이름을 듣거나 그 몸을 보고 마음 모아 지극히 생각을 하면 
능히 모든 괴로움을 멸하리로다.
어떤 이가 해치려는 생각을 품고 불구덩이 속으로 밀어 떨어뜨려도 저 관세음보살을 생각하는 힘으로 불구덩이가 문득 연못으로 변하리
어쩌다 큰 바다에 빠져 표류를 하고 용과 물고기와 귀신의 난을 만나도 저 관세음보살을 생각하는 힘으로 파도가 능히 삼키지를 못하느니라.
수미산과 같은 높은 봉우리에서 어떤 이가 갑자기 밀어 떨어뜨려도 저 관세음보살을 생각하는 힘으로 해와 같이 허공에 머무르게 되며
흉악한 사람에게 쫓기는 바가 되어 험난한 금강산에서 굴러 떨어질지라도 
저 관세음보살을 생각하는 힘으로 털끝 하나 상하지 않게 되느니라
원수나 도둑들이 주위를 에워싸고 제각기 칼을 들고 해치려 할지라도 
저 관세음보살을 생각하는 힘으로 도리어 그들이 자비심을 일으키네
왕으로부터 벌을 받는 고난을 만나 형을 받고 죽임이 임박했을지라도 저 관세음보살을 생각하는 힘으로 칼날 등의 흉기가 조각조각 부서지며
불행히 옥에 갇혀 
큰 칼을 쓰거나 
손과 발에 쇠고랑을 찼을지라도 
저 관세음보살을 생각하는 힘으로 시원스레 풀어져 
자유를 얻느니라
주술과 저주와 여러 가지 독약으로 해치려는 
사람이 있을지라도
저 관세음보살을 생각하는 힘으로 오히려 그 사람이 
해를 입게 되느니라
흉악하기 그지없는 나찰을 만나고 독룡이나 
여러 악귀 만날지라도 
저 관세음보살을 생각하는 힘으로 누구라도 감히 
해치지 못하느니라
사나운 짐승들이 주위를 에워싸고 날카로운 이빨과 발톱으로 위협해도 
저 관세음보살을 생각하는 힘으로 아득히 먼 곳으로 흩어져 달아나며
살모사 등의 독사나 전갈류들이 타는 불의 연기처럼 
독기를 뿜어도
저 관세음보살을 생각하는 힘으로 그 소리를 듣고서 
스스로 돌아가느니라
먹구름이 덮히며 
천둥 번개가 치고
우박과 소나기가 
크게 퍼부을지라도
저 관세음보살을 염하는 힘으로
삽시간에 구름 걷혀 
활짝 개이느니라
중생이 갖가지 
곤란과 액난을 당해 
무량한 고통이 몸을 핍박할 때 관세음보살은 묘한 지혜의 힘으로 세간의 고통에서 
능히 구해주느니라
신통력을 두루 갖추고 
널리 지혜의 방편을 닦아 
시방세계 어느 국토 할 것 없이 몸을 나타내지 
않는 곳이 없으며
갖가지 모든 나쁜 세계 중생들 지옥과 아귀와 축생뿐 아니라 
나고 늙고 병들어 죽는 고통도 차츰차츰 모두 다 없애느니라
참된 관찰과 청정한 관찰과 
넓고 크신 지혜의 관찰과 
가엾이 여기는 관찰과 
자비로운 관찰을
언제나 원하고 
언제나 우러러보네
티 없이 청정한 광명을 발하는 지혜의 해가 어둠을 몰아내고 
온갖 재앙과 풍파를 물리쳐 
두루 세간을 밝게 비추나니
자비는 몸이 되고 
계행은 우레가 되고 
인자한 마음은 
아름다운 큰 구름이 되어
감로의 법의 비를 뿌려주어서 번뇌의 뜨거운 불꽃을 소멸하니라
송사나 다툼으로 관청에 가거나
두려운 전쟁터에 있을지라도
저 관세음보살을 
생각하는 힘으로
모든 원결이 다 풀어지느니라
아름다운 음성의 관세음보살이여 범천왕의 음성과 
바다의 해맑은 물결소리 
세간의 음성과 견줄 수 없네 그러므로 언제나 
관세음보살을 생각하여 
잠시라도 의심을 내지 말아라
일체의 공덕을 두루 갖추어 
자비의 눈으로 중생을 보살피며 바다처럼 복덕이 한량없으니 
마땅히 머리 숙여 예배할지니라
그때 지지보살이 자리에서 일어나 부처님 앞으로 
나아가 사뢰었다.
세존이시여, 어떠한 중생이 
이 ‘관세음보살보문품’의 
자재한 업과 
넓은 문으로 나타내시는
신통의 힘에 대해 
듣는 이가 있다면, 
이 사람의 공덕은 
적지 아니한 것을 
마땅히 알 수 있겠습니다.
부처님께서 이 보문품을 
설하실 때, 
대중 가운데 팔만 사천중생이 
가히 견줄 바 없는 아뇩다라삼먁삼보리심을 발하였다.

### 정목스님 번역본
다음은 한글 관세음보살 보문품, 정목스님 번역본이다.
그때에 무진의보살이 자리에서 일어나 오른쪽 어깨를 드러내 합장하고 부처님을 향하여 여쭈었다.
세존이시여. 관세음보살은 무슨 까닭으로 관세음이라 하나이까?
부처님이 무진의보살에게 말씀하시었다.
선남자여. 만약 한량없는 백천만억 모든 이들이 많은 괴로움을 받을 적에 관세음보살의 이름을 듣고 일심으로 관세음보살의 이름을 염송하면 곧 그 음성을 들으시고 다 해탈케 하느니라.
관세음보살의 이름을 지니는 이는 설사 큰 불에 들어가도 불이 능히 그를 태우지 못하나니 이는 관세음보살의 위신력으로 말미암음이니라.
또한 큰물에 떠내려가더라도 관세음보살의 이름을 염송하면 곧 얕은 곳을 얻게 되며
만일 백천만억 모든 이들이 금, 은, 유리, 자거, 마노, 산호, 호박, 진주 등 보배를 구하려고 큰 바다에 들어갔다가 배가 폭풍에 밀려 그들이 나찰들에게 잡혔을 때라도 그 가운데 한 사람이라도 관세음보살의 이름을 염송하는 이가 있으면 여러 사람들이 모두 나찰의 화를 면하게 되나니 이런 까닭으로 관세음보살이라 하느니라.
또한 어떤 사람이 해를 입게 되었을 때에 관세음보살의 이름을 염송하면 그들이 가진 칼과 무기가 조각조각 부서져서 위험에서 벗어나게 되느니라.
만약 어떤 사람에게 삼천대천세계에 가득한 야차와 나찰들이 와서 괴롭히려 하다가도 그 사람이 관세음보살의 이름을 지성으로 염송하면 악귀들이 흉악한 눈으로 보지도 못하거늘 하물며 해할 수가 있겠느냐.
또한 어떤 사람이 죄가 있거나 없거나 간에 수갑과 쇠고랑과 사슬에 몸이 묶였더라도 관세음보살의 이름을 염송하면 모두 부서지고 끊어져서 위험에서 벗어나게 되느니라.
만일 삼천대천세계에 도적이 가득 찼는데, 어느 날 주인이 귀중한 보물을 가진 장사꾼들을 데리고 험난한 길을 지나갈 때에 그 중에 한 사람이 말하기를, "선남자들아. 두려워하지 말고 그대들은 일심으로 관세음보살의 이름을 염송하라. 이 보살은 능히 모든 이들의 두려움을 없애주나니, 그대들이 관세음보살의 이름만 염송하면 이 도적들의 난을 벗어나게 되리라"라고 하자 여러 장사꾼들이 함께 소리를 내어 "관세음보살"하고 그 이름을 염송한 까닭으로 도적들의 화에서 벗어났느니라.
무진여. 관세음보살마하살의 위신력이 이렇게 크나니라.
어떤 사람이 음욕이 많더라도, 항상 관세음보살을 염송하고 공경하면 문득 음욕을 여의게 되고
만일 성내는 마음이 많더라도, 항상 관세음보살을 염송하고 공경하면 문득 성내는 마음이 없어지고
만일 어리석은 마음이 많더라도, 항상 관세음보살을 염송하고 공경하면 문득 어리석음이 없어지게 되느니라.
무진의여. 관세음보살은 이러한 큰 위신력이 있어 모든 이들을 이익케 하나니, 그러므로 모든 이들은 관세음보살의 이름을 항상 염송할 지니라.
어떤 영인이 아들 낳기를 원하여, 관세음보살에게 예배하고 공양하면 문득 복덕 많고 지혜 있는 아들을 낳게 되고, 딸 낳기를 원하면 문득 단정하고 어여쁜 딸을 낳으리니, 이는 전생에 공덕의 근본을 심었으므로 모든 사람들이 사랑하고 공경하는 것이니라.
무진의여. 관세음보살은 이와 같은 힘이 있느니라.
만일 어떤 이가 관세음보살에게 공경하고 예배하면 공덕이 헛되지 않으리니, 그러므로 모든 이들은 관세음보살의 이름을 받아 지닐 것이니라.
무진의여. 어떤 사람이 육십이억 항하사처럼 많은 보살들의 이름을 받아 지니고, 또 몸이 다하도록 음식과 의복과 침구와 의약으로 공양한다면 그대는 어떻게 생각하느냐. 이 사람의 공덕이 많지 않겠느냐?
무진의보살이 말하였다. 매우 많겠나이다. 세존이시여.
부처님께서 말씀하시었다.
만일 어떤 사람이 관세음보살의 이름을 받아지니고, 한 때만이라도 예배하고 공양하면 이 두 사람의 공덕이 다름이 없어서 백천만억겁에 이르더라도 다하지 아니하리라.
무진의여. 관세음보살의 이름을 받아 지니면, 이와 같은 한량없고 그지없는 복덕의 이익을 얻느니라.
무진의보살이 부처님께 여쭈었다.
세존이시여. 관세음보살이 어떻게 이 사바세게에 다시며 어떻게 모든 이들을 위하여 법을 말하며 방편의 힘을 어떠하나이까?
부처님이 무진의보살에게 말씀하시었다.
착하도다, 무진의여. 관세음보살은 부처님의 몸으로 제도할 이에게는, 부처님의 몸을 나타내어 법을 설하고
벽지불의 몸으로 제도할 이에게는, 벽지불의 몸을 나타내어 법을 설하고
성문의 몸으로 제도할 이에게는, 성문의 몸을 나타내어 법을 설하고
범천왕의 몸으로 제도할 이에게는, 범천왕의 몸을 나타내어 법을 설하고
제석천왕의 몸으로 제도할 이에게는, 제석천왕의 몸을 나타내어 법을 설하고
자재천의 몸으로 제도할 이에게는, 자재천의 몸을 나타내어 법을 설하고
대자재천의 몸으로 제도할 이에게는, 대자재천의 몸을 나타내어 법을 설하고
하늘대장군의 몸으로 제도할 이에게는, 하늘대장군의 몸을 나타내어 법을 설하고
비사문의 몸으로 제도할 이에게는, 비사문의 몸을 나타내어 법을 설하고
소왕의 몸으로 제도할 이에게는, 소왕의 몸을 나타내어 법을 설하고
장자의 몸으로 제도할 이에게는, 장자의 몸을 나타내어 법을 설하고
거사의 몸으로 제도할 이에게는, 거사의 몸을 나타내어 법을 설하고
재관의 몸으로 제도할 이에게는, 재관의 몸을 나타내어 법을 설하고
바라문의 몸으로 제도할 이에게는, 바라문의 몸을 나타내어 법을 설하고
비구, 비구니, 우바새, 우바이의 몸으로 제도할 이에게는, 비구, 비구니, 우바새, 우바이의 몸을 나타내어 법을 설하고
장자, 거사, 재관, 바라문의 부인 몸으로 제도할 이에게는, 다 그 부인의 몸을 나타내어 법을 설하고
동남, 동녀의 몸으로 제도할 이에게는, 동남, 동녀의 몸을 나타내어 법을 설하고
하늘, 용, 야차, 건달바, 아수라, 가루라, 긴나라, 마후라가, 사람, 사람 아닌 이들의 몸으로 제도할 이에게는, 다 그 몸을 나타내어 법을 설하고
집금강신의 몸으로 제도할 이에게는, 집금강신의 몸을 나타내어 법을 말하느니라.
무진의여. 관세음보살이 이와 같은 공덕을 성취하고 가지가지 형상으로 여러 국토에 다니면서 모든 이들을 제도하여 해탈케 하나니, 그러므로 그대들은 마땅히 한결같은 마음으로 관세음보살에게 예배하고 공양해야 하느니라.
관세음보살마하살은 무섭고 급한 재난 가운데서도 두려움을 없게 하나니, 그러므로 이 사바세계에서 모두 그를 이름하여 두려움을 없애주는 분이라 하느니라.
무진의보살이 부처님께 여쭈었다.
세존이시여. 제가 지금 관세음보살에게 공양하겠나이다.
그리고 목에 장식하였던 백천금이나 되는 영락을 관세음보살에게 드리면서 이렇게 말하였다.
관세음보살이시여. 법으로 보시하는 보배 영락을 받으소서.
이때에 관세음보살은 받지 않으려 하거는, 무진의보살이 다시 관세음보살에게 받기를 청하였다.
관세음보살이시여. 우리를 어여삐 여기시어 이 영락을 받으소서.
이때 부처님이 관세음보살에게 말씀하시었다.
마땅히 이 무진의보살과 사부대중과 하늘, 용, 야차, 건달바, 아수라, 가루라, 긴나라, 마후라가, 사람, 사람 아닌 이들을 어여삐 여겨 영락을 받으라.
그때에 관세음보살이 사부대중과 하늘, 용, 야차, 건달바, 아수라, 가루라, 긴나라, 마후라가, 사람, 사람 아닌 이들을 어여삐 여겨 그 영락을 받아 두 몫으로 나누어 한 몫은 석가모니부처님께 공양하고 한 몫은 다보부처님 탑에 공양하였다.
무진의여. 관세음보살은 이렇게 자유자재한 신통력이 있어 사바세계에 다니느니라.
이때에 무진의보살이 게송으로 여쭈었다.
묘한상을 갖추신 세존이시여. 이제 다시 저희들이 여쭈옵니다. 불자들이 어떤 까닭으로서 관세음보살이라 하시나이까.
묘한 상을 갖추신 부처님께서 무진의보살에게 말씀하시되
관음보살 거룩하온 덕을 베풂이 곳곳에 나타남을 네가 들으라.
큰 서원은 바다같이 넓고 깊으며 한량없는 세월토록 살아오면서, 천만억의 부처님을 믿고 섬기어 거룩한 청정원력 이루었도다.
너희들이 알기 쉽게 말해주리라.
이름이라도 듣거나 친견하거나 마음 모아 섬겨서 지성 다하면, 이 세상에 모든 고통 멸해주리라.
가령 나를 어떤 이가 해치고자하여 불구덩이에 떠밀어서 떨어진다 해도, 관음보살 묘지력을 염송한다면 불구덩이가 문득 변해 연못이 되리라.
어쩌다가 바다에서 풍파에 밀려 사나운 용 고기떼며 아귀난에도, 관음보살 묘지력을 염송한다면 거센 파도 잔잔해져 구원 얻으리
만길 높은 험한 산에 올라섰을 때, 웬 사람이 별안간 떠밀어도, 관음보살 묘지력을 염송한다면 햇빛처럼 허공 중에 떠있게 되고
뜻밖에도 악한 이에 쫓긴 바 되어 금강산의 골짜기에 떨어질 때도, 관음보살 묘지력을 염송한다면 털끝 하나 그대로 상하지 않네
난데없이 원수드로가 도적떼들이 제각기의 흉기 들고 협박할 때도, 관음보살 묘지력을 염송한다면 도리어 자비심을 일으키리라.
혹시라도 억울하게 죄목 받아서 사형대에 끌려 나온 마지막 순간, 관음보살 묘지력을 염송한다면 모진 흉기 저절로 조각이 나네
불행히도 큰칼 쓰고 감옥에 갇히어 손과 발에 쇠고랑 차고 묶여 있어도, 관음보살 묘지력을 염송한다면 저절로 풀려서 벗어나리라.
독한 약과 주술로써 무자비하게 사람들을 해치려고 덤벼들 때도, 관음보살 묘지력을 염송한다면 도리어 본심으로 돌아가리라.
어쩌다가 악한 나찰 만나게 되고 독룡들과 아귀떼들 만날지라도, 관음보살 묘지력을 염송한다면 그 사람을 해치고자 못할지니라.
사나운 맹수들이 에워싸고서 이빨과 발톱으로 위협하여도, 관음보살 묘지력을 염송한다면 깜짝할 사이 맹수들이 흩어지리라.
살모사 등 독을 쏘는 독충 무리가 불꽃 같은 독을 뿜어 위협한데도, 관음보살 묘지력을 염송한다면 저마다 앞다투어 사라지리라.
구름 일고 천둥 쳐서 번개를 치며 우박이나 소나기가 쏟아질 때도, 관음보살 묘지력을 염송한다면 이내 곧 구름 걷혀 활짝 개이리라.
모든 이들 때때로 곤액을 당해 한량없는 고통들이 핍박하여도, 관음보살  묘지력을 염송한다면 모든 고통 건져주리라.
신통력을 갖추신 관세음보살 지혜와 온갖 방편 널리 닦으사, 시방세계 그리고 모든 국토에 빠짐없이 두루두루 나타나시며
여러 가지 생겨 나온 육취중생들 지옥이며 아귀도며 축생도까지, 나고 늙고 병이 들고 죽는 고통을 참답게 모두 모두 없애주시네.
진실다운 관찰이며 해맑은 관찰 높고 크며 넓은 지혜의 관찰, 가엾고도 사랑하는 자비의 관찰 한결 같이 우러르며 염원하리라.
티끌없이 밝고 맑은 거룩한 광명 햇살 같은 지혜의 빛 번뇌 부수어 불꽃 바람 재앙들도 항복받아서 세간 속을 두루 밝게 비치시니라.
가엾은 이 건질 때 몸 우뢰와 같고 사랑을 베푼 마음 구름 같아라. 시원한 감로수로 법비 내려서 불꽃 같은 번뇌들을 없애주리라.
송사와 다툼으로 관청갈 때나 목숨을 걸고 나선 전쟁터라도, 관음보살 묘지력을 염송한다면 많고 많은 원수들도 물러가리라.
중생 관찰 관음보살 자재하신 음성 설법하신 관음보살 바다와 같고, 세간 음성 모두 보다 으뜸이실새 그러므로 우리들이 의지하리라.
의심하는 생각일랑 아예 버리고 관음보살 청정세계 의지하여서, 번뇌로 인한 죽을 고통 당할 때에도 의지되어 모든 고통 감싸주시네.
일체의 모든 공덕 구족하시고 자비하신 안광으로 중생 살피사, 바다 같은 공덕이 한량없을 새 마땅히 머리 숙여 예배하리라.
그때에 지지보살이 자리에서 일어나 부처님 앞에 나아가 말하였다.
세존이시여. 만일 관세음보살보문품의 자재하신 법문과 넓은 문으로 나타내시는 신통한 힘을 듣는 이가 있으면 이 사람의 공덕이 적지 아니함을 알겠나이다.
부처님이 이 모든 보문품을 설하실 대에 팔만사천이나 되는 이들이 위없이 높고 평등한 아뇩다라삼먁삼보리심을 내었다.